# Episodi de L'orso Ben (seconda stagione)
La seconda stagione della serie televisiva L'orso Ben è andata in onda negli Stati Uniti dal 29 settembre 1968 al 27 aprile 1969 sulla CBS.
| nº | Titolo originale                 | Prima TV USA      | Titolo italiano | Prima TV Italia |
| -- | -------------------------------- | ----------------- | --------------- | --------------- |
| 1  | Two for the Sea: Part 1          | 29 settembre 1968 |                 |                 |
| 2  | Two for the Sea: Part 2          | 6 ottobre 1968    |                 |                 |
| 3  | The Wall That Mark and Tom Built | 13 ottobre 1968   |                 |                 |
| 4  | Ben the Champ                    | 20 ottobre 1968   |                 |                 |
| 5  | Flapjacks for Breakfast          | 27 ottobre 1968   |                 |                 |
| 6  | A Gift of Love                   | 10 novembre 1968  |                 |                 |
| 7  | Code Name: Disaster              | 17 novembre 1968  |                 |                 |
| 8  | The Intruders                    | 24 novembre 1968  |                 |                 |
| 9  | Starr of Green Bay               | 1º dicembre 1968  |                 |                 |
| 10 | Warden's Pond                    | 15 dicembre 1968  |                 |                 |
| 11 | Knights of the Road              | 22 dicembre 1968  |                 |                 |
| 12 | The Haunted Castle               | 29 dicembre 1968  |                 |                 |
| 13 | The Warden's Apprentice          | 5 gennaio 1969    |                 |                 |
| 14 | Keeper of the Glades: Part 1     | 12 gennaio 1969   |                 |                 |
| 15 | Keeper of the Glades: Part 2     | 19 gennaio 1969   |                 |                 |
| 16 | The Great Mail Boat Robbery      | 26 gennaio 1969   |                 |                 |
| 17 | Show Biz                         | 2 febbraio 1969   |                 |                 |
| 18 | Flamingo Flats                   | 9 febbraio 1969   |                 |                 |
| 19 | Lifeline                         | 16 febbraio 1969  |                 |                 |
| 20 | My Son the Banker                | 23 febbraio 1969  |                 |                 |
| 21 | The Last Red Wolf                | 2 marzo 1969      |                 |                 |
| 22 | The Competitor                   | 9 marzo 1969      |                 |                 |
| 23 | Mark of the Arrow                | 16 marzo 1969     |                 |                 |
| 24 | Boom's Land Boomerang            | 23 marzo 1969     |                 |                 |
| 25 | Elephant on the Lam              | 30 marzo 1969     |                 |                 |
| 26 | The Prey                         | 6 aprile 1969     |                 |                 |
| 27 | The Bully                        | 20 aprile 1969    |                 |                 |
| 28 | Busman's Holiday                 | 27 aprile 1969    |                 |                 |

## Two for the Sea: Part 1
- Prima televisiva: 29 settembre 1968
- Diretto da: Ricou Browning
- Scritto da: Andy White

### Trama
- Guest star: Rick O'Fellman (Frank)

## Two for the Sea: Part 2
- Prima televisiva: 6 ottobre 1968
- Diretto da: Ricou Browning
- Scritto da: Andy White

### Trama
- Guest star: Rick O'Fellman (Frank)

## The Wall That Mark and Tom Built
- Prima televisiva: 13 ottobre 1968
- Diretto da: Gerd Oswald
- Scritto da: Roswell Rogers

### Trama
- Guest star:

## Ben the Champ
- Prima televisiva: 20 ottobre 1968

### Trama
- Guest star: Victor French (Turner)

## Flapjacks for Breakfast
- Prima televisiva: 27 ottobre 1968

### Trama
- Guest star: Pat Henning (Red)

## A Gift of Love
- Prima televisiva: 10 novembre 1968

### Trama
- Guest star: Robertson White (Minegar)

## Code Name: Disaster
- Prima televisiva: 17 novembre 1968

### Trama
- Guest star:

## The Intruders
- Prima televisiva: 24 novembre 1968

### Trama
- Guest star: Angelo Rutherford (Willie)

## Starr of Green Bay
- Prima televisiva: 1º dicembre 1968

### Trama
- Guest star: Angelo Rutherford (Willie), Bart Starr (sé stesso)

## Warden's Pond
- Prima televisiva: 15 dicembre 1968

### Trama
- Guest star: Andy Jarrell (Winston)

## Knights of the Road
- Prima televisiva: 22 dicembre 1968

### Trama
- Guest star: Bud Hoey (Pop Tuttle), Albert Salmi (Jim)

## The Haunted Castle
- Prima televisiva: 29 dicembre 1968

### Trama
- Guest star: Robby Weaver (Barry)

## The Warden's Apprentice
- Prima televisiva: 5 gennaio 1969

### Trama
- Guest star: Michael Burns (Rick)

## Keeper of the Glades: Part 1
- Prima televisiva: 12 gennaio 1969

### Trama
- Guest star: Alfred Ryder (Swamplander)

## Keeper of the Glades: Part 2
- Prima televisiva: 19 gennaio 1969

### Trama
- Guest star: Albert Salmi (Hobo Jim)

## The Great Mail Boat Robbery
- Prima televisiva: 26 gennaio 1969

### Trama
- Guest star: Douglas Fowley (Hap)

## Show Biz
- Prima televisiva: 2 febbraio 1969

### Trama
- Guest star: Pat Henning (Wills), Eleanor La Forge (Miss Salisbury)

## Flamingo Flats
- Prima televisiva: 9 febbraio 1969

### Trama
- Guest star: Lou Antonio (Kee Cho)

## Lifeline
- Prima televisiva: 16 febbraio 1969

### Trama
- Guest star:

## My Son the Banker
- Prima televisiva: 23 febbraio 1969

### Trama
- Guest star:

## The Last Red Wolf
- Prima televisiva: 2 marzo 1969

### Trama
- Guest star: Chris Robinson (Hal)

## The Competitor
- Prima televisiva: 9 marzo 1969

### Trama
- Guest star: Rusty Weaver (Elroy)

## Mark of the Arrow
- Prima televisiva: 16 marzo 1969

### Trama
- Guest star: Lou Antonio (Kee-Cho)

## Boom's Land Boomerang
- Prima televisiva: 23 marzo 1969

### Trama
- Guest star:

## Elephant on the Lam
- Prima televisiva: 30 marzo 1969

### Trama
- Guest star: William Kerwin (Parks), Angelo Rutherford (Willie)

## The Prey
- Prima televisiva: 6 aprile 1969

### Trama
- Guest star:

## The Bully
- Prima televisiva: 20 aprile 1969
- Diretto da: Earl Bellamy
- Scritto da: Helen McAvity

### Trama
- Guest star: Ron Howard (Jerry)

## Busman's Holiday
- Prima televisiva: 27 aprile 1969

### Trama
- Guest star: Chester Morris (Elsmore)